# Parmaturus albimarginatus
Parmaturus albimarginatus är en hajart som beskrevs av Bernard Séret och Last 2007. Parmaturus albimarginatus ingår i släktet Parmaturus och familjen rödhajar. IUCN kategoriserar arten globalt som otillräckligt studerad. Inga underarter finns listade i Catalogue of Life.